# تشو يونغ كوانغ
تشو يونغ كوانغ مواليد 1920 في بيونغيانغ، شبه الجزيرة الكورية - الوفاة 28 سبتمبر 1982 في سول، هو لاعب كرة قدم كوري جنوبي سابق كان يلعب في مركز الوسط. سبق له أن لعب في كأس العالم لكرة القدم مع منتخب بلاده في مونديال عام 1954.

## روابط خارجية
- تشو يونغ كوانغ على موقع الاتحاد الدولي (مؤرشف)  (الإنجليزية)
- تشو يونغ كوانغ على موقع ناشيونال فوتبول تيمز (الإنجليزية)
- تشو يونغ كوانغ على موقع Soccerway.com (الإنجليزية)
- تشو يونغ كوانغ على موقع عالم كرة القدم.نت (الإنجليزية)